# شبح بهشت
شبح بهشت (انگلیسی: Phantom of the Paradise) فیلمی در ژانر موزیکال به کارگردانی برایان دی پالما است که در سال ۱۹۷۴ منتشر شد. از بازیگران آن می‌توان به پال ویلیامز، ویلیام فینلی، جسیکا هارپر، گریت گراهام، آرچی هان و راد سرلینگ اشاره کرد.